# Girl in the Flower Dress
"Girl in the Flower Dress" ("A Garota do Vestido Florido", no Brasil) é o quinto episódio da primeira temporada da série de televisão norte-americana Agents of S.H.I.E.L.D., baseada na organização S.H.I.E.L.D. (Superintendência Humana de Intervenção, Espionagem, Logística e Dissuasão, sigla em português) criada pela Marvel Comics. O episódio gira em torno do personagem Phil Coulson e sua equipe de agentes da S.H.I.E.L.D. à medida que investigam o desaparecimento de um homem com habilidades pirocinéticas. Está situado no Universo Cinematográfico Marvel (UCM), compartilhando a continuidade com os filmes e as demais séries de televisão da franquia. O episódio foi escrito por Brent Fletcher e dirigido por Jesse Bochco.
Clark Gregg reprisa seu papel como Coulson da série de filmes e é acompanhado pelo elenco regular da série, composto por Ming-Na Wen, Brett Dalton, Chloe Bennet, Iain De Caestecker e Elizabeth Henstridge. Louis Ozawa Changchien retrata o homem super poderoso, enquanto Ruth Negga é introduzida como Raina — a "garota do vestido florido" no título do episódio. Além disso, para ambientar o cenário de Hong Kong no episódio, o ator Tzi Ma aparece em um papel convidado como um agente da S.H.I.E..D. de Hong Kong, e Jeremy Zuckerman contribuiu com performances em instrumentos chineses para a partitura musical. O episódio traz elementos do episódio piloto da série e apresenta conexões com os filmes do UCM.

## Enredo
Em Hong Kong, o artista de rua Chan Ho Yin é convencido pela misteriosa Raina a revelar suas habilidades pirotécnicas secretas. Quando o supervisor da S.H.I.E.L.D. de Chan Ho Yin, o agente Quan Chen, descobre que ele faltou no dia seguinte, o agente Phil Coulson e sua equipe de agentes são encarregados de encontrá-lo. O agente Quan revela que a localização e as habilidades de Chan foram vazadas pelo grupo hacktivista Maré Crescente. Skye, uma nova recruta civil e estagiária na S.H.I.E.L.D., já foi membro da Maré Crescente. Ela restreia o hacker que divulgou as informações até encontrar Miles Lydon, seu namorado secreto e o contato com a Maré Crescente. A equipe parte para confrontar Lydon, mas Skye chega até ele primeiro; os dois são pegos juntos pela agente Melinda May e ambos são levados sob custódia pela S.H.I.E.L.D..
Skye tenta defender ambos, mas quando a equipe encontra evidências de que Lydon foi pago substancialmente pela informação, ela faz uma ligação e coopera com os agentes. A equipe rastreia o comprador, Raina, até uma instalação do Projeto Centopeia em Hong Kong, onde eles estão drenando as plaquetas resistentes ao fogo de Chan contra sua vontade, para usar como estabilizadores para o soro extremis dentro de seus super-soldados. Chan, bravo com esta traição e com S.H.I.E.L.D. por repará-lo, ataca ambos. Ele mata, entre outros, o agente Quan e Debbie, a médica-chefe da Centopeia. Percebendo que Chan não pode voltar à razão, Coulson e May injetam-lhe uma grande dose de extremis, fazendo com que ele exploda. Lydon, convencido de que o que ele fez foi prejudicar as pessoas, ajuda a equipe usando suas habilidades de hacking para dirigir a explosão através da ventilação até o topo do prédio, enquanto os outros escapam em segurança.
Coulson dá a Lydon um bracelete fixo da S.H.I.E..D. que o impede de usar qualquer tecnologia por um determinado tempo, e depois o libera. Coulson então confronta Skye e sobre sua verdadeira motivação para se juntar a S.H.I.E.L.D., e ela explica que está procurando informações sobre seus pais, que ela acredita estarem ligadas a S.H.I.E.L.D. de algum modo. Coulson concorda em deixá-la ficar na equipe e ajudá-la na pesquisa, mas faz ela usar uma pulseira como a de Lydon. Em uma cena pós-crédito, Raina visita um membro da Centopeia na prisão e pede que ele entre em contato com o "Clarividente".

## Produção

### Desenvolvimento e escolha do elenco
Em outubro de 2013, a Marvel anunciou que o título do quinto episódio seria "Girl in the Flower Dress", escrito por Brent Fletcher e dirigido por Jesse Bochco. O elenco principal é composto por Clark Gregg, Ming-Na Wen, Brett Dalton, Chloe Bennet, Iain De Caestecker e Elizabeth Henstridge, que estrelam respectivamente como Phil Coulson, Melinda May, Grant Ward, Skye, Leo Fitz e Jemma Simmons. O elenco convidado do episódio inclui Louis Changchien, Ruth Negga, Austin Nichols, Shannon Lucio, Tzi Ma e Cullen Douglas respectivamente como Renshu Tseng, Raina, Miles Lydon, Debbie, agente Quan Chen e Po. Mais tarde, o nome do personagem de Changchien foi revelado como sendo Chan Ho Yin. Tzi Ma já havia sido convidado para estrelar anteriormente em Dollhouse, outra série criada por Joss Whedon. Lucio reprisa seu papel em "Pilot", aparecendo novamente como Debbie, a médica do Projeto Centopeia.

### Música
O compositor Bear McCreary declarou que o cenário de Hong Kong do episódio era como "a oportunidade perfeita para introduzir a instrumentação chinesa na trilha sonora", colaborando com o compositor Jeremy Zuckerman, que tocou um guzheng durante todo o episódio. McCreary achou que "a cena de ação de quase dez minutos de duração" no clímax do episódio era "o verdadeiro animal deste episódio" e "uma das peças mais desafiadoras que [ele] tinha composto ainda para a série", chamando isso de "bastante caótico" e observando a dificuldade que a orquestra teve ao gravá-la.
O episódio também possuiu o retorno de vários temas principais, mais notavelmente o tema da Centopeia tocado em "Pilot". McCreary "absteve-se de usar o tema antes de percebermos que Raina está trabalhando para a Centopeia", mas "uma vez que percebemos que Chan está nas garras da Raina, eu confio no tema da Centopeia para o resto do episódio. Cenas com a Debbie e Raina são sublinhadas com cordas baixas que são profundas e ameaçadoras citando o tema enquanto os sinos assustadores o indicam mais rapidamente acima". Ele também observou que o tema da Centopeia sofreu uma 'transformação dramática' quando Chan mata o agente Quan; "A baixa e lenta explosão de bronze em uma enorme declaração da música tema da Centopeia... A orquestração pesada de percussão oferece uma abordagem completamente nova sobre o tema, que costumava existir apenas em sinos assustadores".

### Conexões com o Universo Cinematográfico Marvel
O vírus Extremis de Homem de Ferro 3 e "Pilot" reaparecem neste episódio; As plaquetas de Chan se estabilizam para evitar que os sujeitos injetados com ele explodam, e é como Chan é morto depois que todas as suas plaquetas são removidas. Durante o episódio, o explosivo que Coulson utiliza para invadir a instalação da Centopeia é semelhante ao que ele usou em Homem de Ferro, e ele também ataca com uma pose semelhante ao usá-lo.

## Lançamento

### Home media
O episódio, juntamente com os demais da primeira temporada de Agents of S.H.I.E.L.D., foi lançado em DVD e Blu-ray em 9 de setembro de 2014. Os recursos de bônus incluem vídeos especiais gravados nos bastidores, comentários de áudio, cenas excluídas entre outros. O conteúdo foi lançado na Região 2 em 20 de outubro e na Região 4 em 11 de novembro de 2014. Em 20 de novembro de 2014, o episódio ficou disponível para transmissão no Netflix.